# Limahuli Garden and Preserve
La reserva y jardín de Limahuli (en inglés: Limahuli Garden and Preserve), es una zona de vegetación preservada de 985 acres (399 hectáreas) y jardín botánico de 17 acres (6.9 hectáreas) de extensión localizado próximo a la «Hawaii Route 560», en la orilla norte de la isla de Kauai, en el archipiélago de las Hawái. 
Es uno de los cinco jardines botánicos pertenecientes a la organización sin ánimo de lucro National Tropical Botanical Garden. 

## Localización
Se ubica en la parte norte de la isla de Kauai. Limahuli se encuentra en un valle tropical que abarca tres zonas ecológicas.
Se ubica en el interior del Haʻena State Park y la playa Keʻe junto a la "Hawaii Route 560" (cerca de su extremo oeste final)
Tiene la sierra de la montaña Makana detrás, y el arroyo Limahuli que incluye una cascada de 800 pie (243,8 m) en su descenso desde las alturas de 3330 pies (1015,0 m) al valle y al nivel del mar justo debajo del jardín.
Limahuli Garden and Preserve, Hawaii Route 560, Kauai county, en la costa norte de la isla Kauaʻi, Hawái HI 96713 United States of America-Estados Unidos de América.
Planos y vistas satelitales.22°13′13″N 159°34′33″O / 22.22028, -159.57583
El jardín Limahuli está abierto al público. Se cobra una cuota de admisión. La reserva no está abierta al público.

## Historia

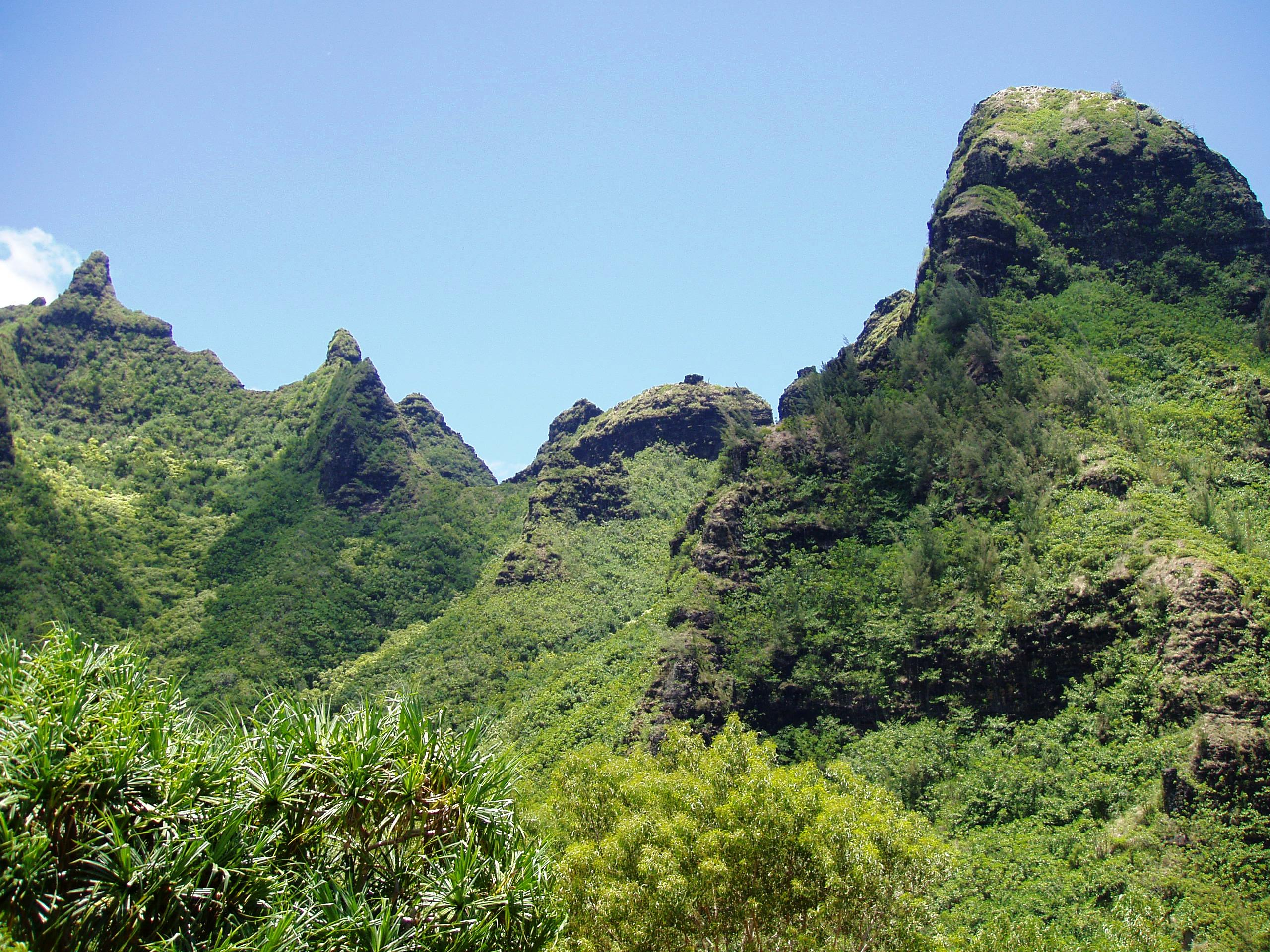
Vista desde el jardín botánico del "Makana Mountain ridge".

La reserva fue establecida con 13 acres (5.3 hectáreas) donados por Juliet Rice Wichman (1901–1987) en 1967 y ampliado por su nieto Charles "Chipper" Rice Wichman que era descendiente del hombre de negocios William Hyde Rice y del misionero William Harrison Rice.
Esta área se conoce a veces como "Bali Ha'i", un nombre usado en la película del año 1958 South Pacific que fue filmada en la localización en la zona.
El nombre procede de lima huli que significa "mano vuelta" en el Idioma hawaiano. 
En 1997 el jardín de Limahuli fue seleccionado por el American Horticultural Society como el mejor jardín botánico natural en los Estados Unidos. En 2007, recibió el galardón "Keep It Hawaiʻi" de la Autoridad de Turismo de Hawái ("Hawaiʻi Tourism Authority ") por su apoyo a la cultura hawaiana, la protección y el desarrollo del conocimiento de Hawái por la preservación de los recursos naturales a través de la investigación, la práctica de trabajo y las oportunidades educativas.

## Colecciones
Actualmente el jardín contiene una gran variedad de plantas introducidas nativas de Polinesia, incluyendo kukui (Aleurites moluccana), Bananas, árbol del pan, alula (Brighamia insignis), morera de papel (Broussonetia papyrifera), papala (Charpentiera elliptica), kī (Cordyline fruticosa), Cúrcuma (Curcuma domestica), hāhā (Cyanea hardyi), lama (Diospyros sandwicensis), helechos veduras (Diplazium esculentum), jengibre, hau kuahiwi (Hibiscadelphus distans), hibiscus incluyendo kokiʻo keʻokeʻo (Hibiscus waimeae), kava, koa (Acacia koa), Ñame, nehe (Lipochaeta succulenta), ʻōhiʻa lehua (Metrosideros polymorpha), pokulakalaka (Munroidendron racemosum), kului (Nototrichium divaricatum), hala (Pandanus tectorius), pāpala kēpau (Pisonia wagneriana), plumeria, loʻulu (Pritchardia limahuliensis), iliau (Wilkesia gymnoxiphium), Caña de azúcar, y taro. 
También alberga terrazas (loʻi kalo) de cultivo del Taro, que datan del tiempo de las primeras llegadas de los polinesios a las costas de esta isla.